# Lista uczniów Fryderyka Chopina

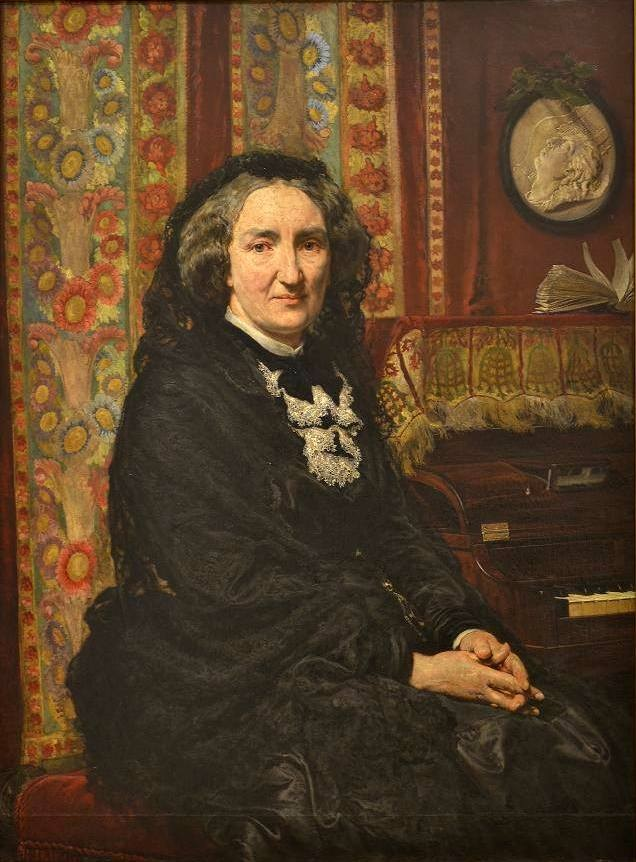
Marcelina Czartoryska na obrazie J. Matejki (1874 r.)

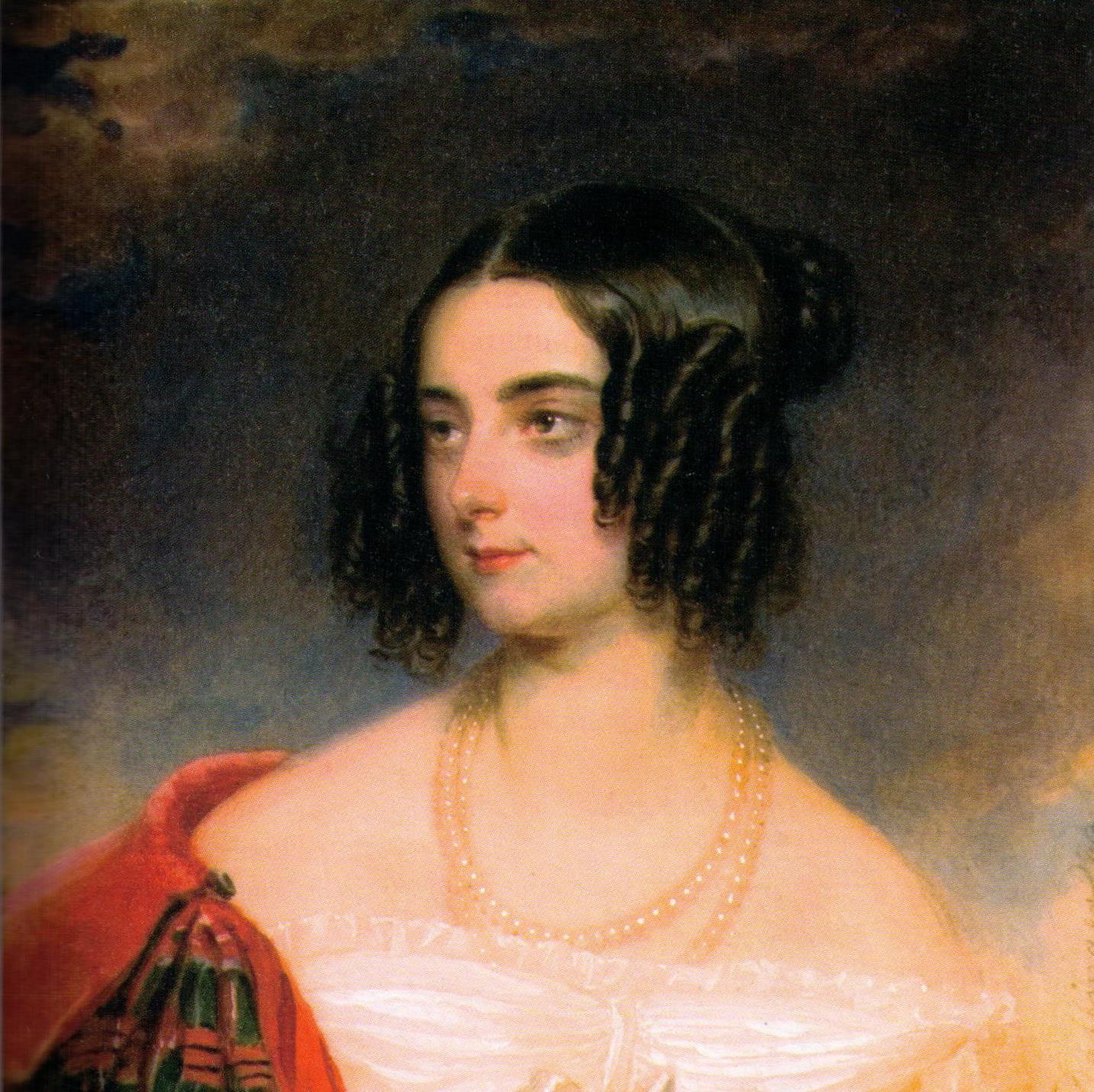
Delfina Potocka, lata 30. XIX w.

Poniższa lista zawiera nazwiska osób, które pobierały lekcje gry na fortepianie u Fryderyka Chopina (1810–1849).

## Polacy
- Marcelina Czartoryska z Radziwiłłów (1817–1894)
- Julian Fontana[1] (1810–1865)
- Maria Kalergis (1822–1874)
- Ignacy Krzyżanowski (1826–1905)
- Karol Mikuli (1821–1897)
- Napoleon Orda (1807-1883)
- Delfina Potocka (1807–1877)
- Zofia Rosengardt-Zaleska (1824–1868)

Do najsłynniejszych „wnuków artystycznych” Chopina, tj. uczniów jego uczniów, należeli uczniowie Mikulego: Raul Koczalski (1885–1948), Aleksander Michałowski (1851–1938) oraz Maurycy Rosenthal (1862–1946).

## Obcokrajowcy
- Camille Dubois (1830–1907)
- Carl Filtsch (1830–1845)
- Emilie Gretsch (1821–1877)
- Adolf Gutmann (1819–1882)
- Maria von Harder (1833–po 1880)
- Wilhelm von Lenz (1809–1883)
- Georges Mathias (1826–1910)
- F. Henry Peru (1829–1922)
- Emily-Mary Roche (1827–1889)
- Charlotte de Rothschild (1825-1899)
- Marie Roubaud (1822–1916)
- Vera Rubio (1816–1880)
- Joseph Schiffmacher (1825–1888)
- Jane Wilhelmina Stirling (1804–1859)
- Frederike Streicher(inne języki) (1816–1895)
- Jelizawieta Szeremietowa (1819-?)
- Thomas Tellefsen (1823–1874)
- Bedřich Thun-Hohenstein (1810–1881)
- Pauline Viardot (1821–1910)